# S&P Global 1200

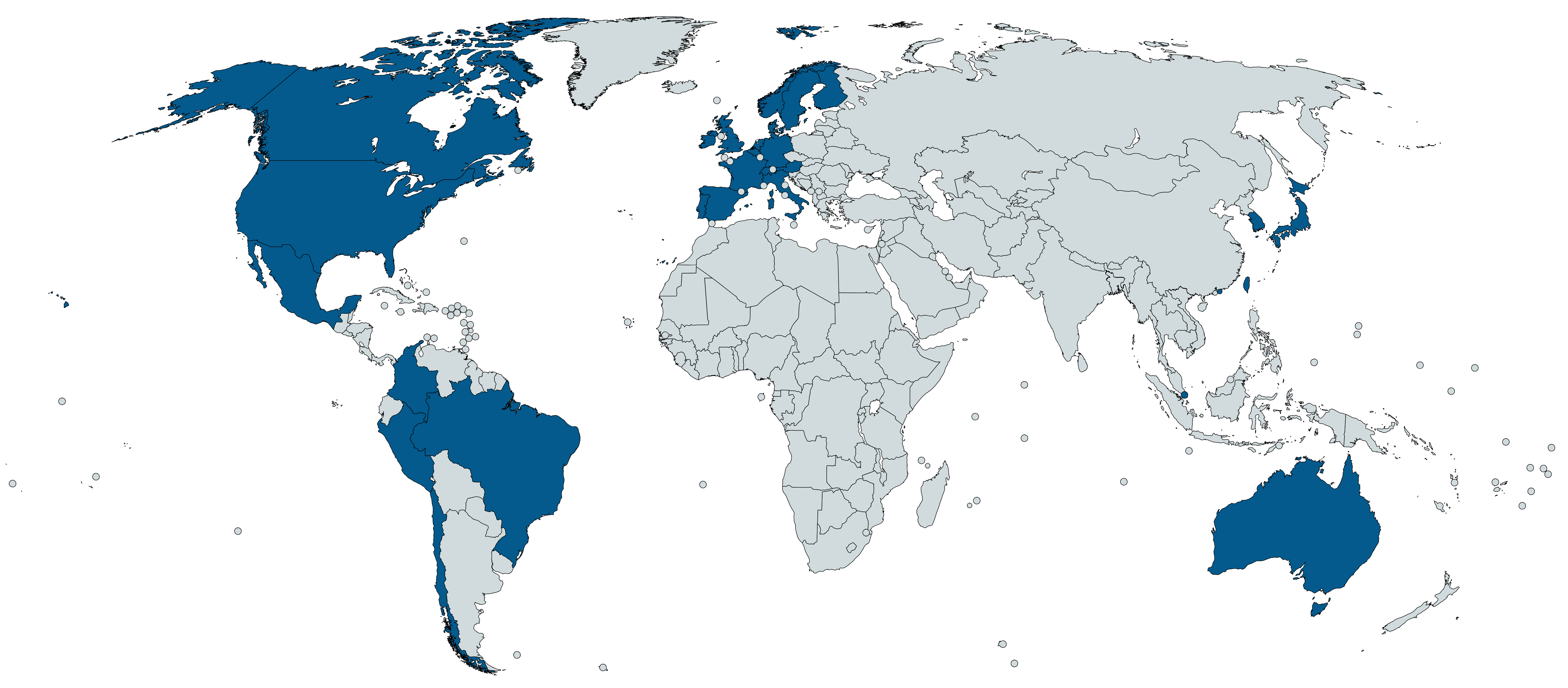
Pays inclus dans l'indice S&P Global 1200.

Le S&P Global 1200 est un indice boursier mondial, pondéré et en temps réel créé par Standard & Poor's (S&P), l'une des trois principales sociétés de notation financière. Cet indice couvre 31 pays et 70 % de la capitalisation boursière mondiale. Sa construction se fait à partir des autres indices de la S&P :
- S&P 500 Index;
- S&P/TSX 60 Index (Canada)
- S&P Latin America 40 Index (Mexique, Brésil, Argentine, Chili)
- S&P/TOPIX 150 Index (Japon)
- S&P Asia Pacific 100 Index (Australie, Hong Kong, Corée du Sud, Malaisie, Nouvelle-Zélande, Singapour, Taïwan)
- S&P Europe 350 Index. L'indice européen se divise en 3 sous-indices : 1/ le S&P Euro, couvrant l'Euroland, 3/S&P Euro Plus, qui ajoutent les pays extra-Euroland Danemark, Norvège, Suède, et la Suisse; 3/ et le S&P United Kingdom pour la Grande-Bretagne.

Enfin l'indice prend en compte 10 secteurs de l'économie mondiale. Le secteur de la banque-finance est le plus important dans cet indice.